# ヘルマン・アマンドゥス・シュヴァルツ
カール・ヘルマン・アマンドゥス・シュヴァルツ（Karl Hermann Amandus Schwarz ドイツ語: [ˈhɛʁman ˈʃvaʁts]、1843年1月25日 - 1921年11月30日）は、ドイツの数学者である。複素解析に関する業績で知られている。日本語文献ではシュワルツとも表記される。

## 生涯
シュヴァルツはシレジア地方のヘルムスドルフ（現在のポーランド領イェジュマノヴァ）で1843年に生まれた。
1912年6月30日、数学者エルンスト・クンマーとオッティリー（フェリックス・メンデルスゾーンのいとこ）の娘のマリー・クンマーと結婚した。2人の間には6人の子供がいた。
シュヴァルツは元はベルリンで化学を学んでいたが、クンマーとカール・ワイエルシュトラスの影響により数学に転向した。1864年、クンマーとワイエルシュトラスの指導の下でベルリン大学からPh.D.を取得した。1867年から1869年まではハレ大学に勤務し、その後、スイス連邦工科大学に勤務した。1875年からはゲッティンゲン大学に勤務し、複素解析、微分幾何学、変分法などを研究した。1892年にプロイセン科学アカデミーの会員となり、ベルリン大学の教授となった。
1921年にベルリンにおいて78歳で死去した。

## 研究
シュヴァルツの著作には、1867年にベルリン・アカデミー賞を受賞し1871年に出版されたBestimmung einer speziellen Minimalfläche（特殊な極小曲面の決定について）や、Gesammelte mathematische Abhandlungen（数学論文集、1890年）などがある。
シュヴァルツは、リーマンの写像定理の証明を改良し、コーシー＝シュワルツの不等式の特殊な場合を開発した。また、球の表面積が同じ体積の他の物体よりも小さいことを証明し、これによりエミール・ピカールは微分方程式の解が存在することを示した（ピカール＝リンデレーフの定理）。
シュヴァルツの教え子には、フェイェール・リポート、パウル・ケーベ、エルンスト・ツェルメロなどがおり、少なくとも22人の博士課程の学生を指導した。
シュヴァルツの名前は、以下のような多くの数学の概念に付けられている。
- 加法シュヴァルツ法（英語版）
- シュヴァルツ交代法
- シュワルツ微分（英語版）
- シュワルツ関数（英語版）
- シュワルツのランタン（英語版）
- シュワルツの補題
- シュワルツのリスト（英語版）
- シュワルツの極小曲面（英語版）
- シュワルツの定理（クレローの定理としても知られる）
- シュワルツの積分公式
- シュワルツ＝クリストッフェル写像（英語版）
- シュワルツ＝アールフォルス＝ピックの定理（英語版）
- シュワルツの鏡像の原理
- シュワルツの三角形（英語版）
- シュワルツのs関数（英語版）
- コーシー＝シュワルツの不等式

## 著作物
- Schwarz, H. A. (1871), Bestimmung einer speziellen Minimalfläche, Dümmler
- Schwarz, H. A. (1972), Gesammelte mathematische Abhandlungen. Band I, II, Bronx, N.Y.: AMS Chelsea Publishing, ISBN 978-0-8284-0260-6, MR0392470